# 5675 Евгенійлєбєдєв
5675 Евгенійлєбєдєв (5675 Evgenilebedev) — астероїд головного поясу, відкритий 7 вересня 1986 року.
Тіссеранів параметр щодо Юпітера — 3,528.